# Elektra (opera)
 For alternative betydninger, se Elektra (flertydig). (Se også artikler, som begynder med Elektra)
Elektra er en opera i én akt af Richard Strauss til en tysk libretto af Hugo von Hofmannsthal, der er en tilpasset version af hans drama af 1903. Elektra var det første blandt mange samarbejder mellem denne komponist og denne librettist.

## Opførelseshistorie
Værket blev uropført på Semperoper i Dresden den 25. januar 1909. Den amerikanske førsteopførelse blev gennemført af Philadelphia Grand Opera Company i Philadelphia den 29. oktober 1931 med Anne Roselle i titelrollen, Charlotte Boerner som Chrysothemis, Margarete Matzenauer som Klytaemnestra, Nelson Eddy som Orest og Fritz Reiner som dirigent. I dag er operaen en del af standardrepertoiret og ses hyppigt opført.

## Roller
| Rolle                                                     | Stemmetype            | Originalbesætnign, 25. januar 1909 (Dirigent: Ernst von Schuch) |
| --------------------------------------------------------- | --------------------- | --------------------------------------------------------------- |
| Elektra, Agamemnons datter                                | Sopran                | Annie Krull                                                     |
| Chrysothemis, hendes søster                               | Sopran                | Margarethe Siems                                                |
| Klytaemnestra (Klytaimnestra), deres mor, Agamemnons enke | Alt eller mezzosopran | Ernestine Schumann-Heink                                        |
| Hendes fortrolige                                         | Sopran                | Gertrud Sachse                                                  |
| Hendes bærer                                              | Sopran                | Elisabeth Boehm von Endert                                      |
| En ung tjener                                             | Tenor                 | Fritz Sod                                                       |
| En gammel tjener                                          | Bas                   | Franz Nebuschka                                                 |
| Orest (Orestes), søn af Agamemnon                         | Baryton               | Karl Perron                                                     |
| Orests tutor                                              | Bas                   | Julius Puttlitz                                                 |
| Aegisth (Aegistheus), Klytaemnestras elsker               | Tenor                 | Johannes Sembach                                                |
| En amme                                                   | Sopran                | Riza Eibenschütz                                                |
| Første pige                                               | Alt                   | Franziska Bender-Schäfer                                        |
| Anden pige                                                | Sopran                | Magdalene Seebe                                                 |
| Tredje pige                                               | Mezzosopran           | Irma Tervani                                                    |
| Fjerde pige                                               | Sopran                | Anna Zoder                                                      |
| Femte pige                                                | Sopran                | Minnie Nast                                                     |
| Mænd og kvinder i husstanden                              |                       |                                                                 |

## Synopsis
Handlingen i Elektra er baseret på den store græske tragedie af samme navn af Sofokles. Den vedholdende dysterhed og rædsel, som gennemsyrer originalen, bliver i hænderne på Hofmannsthal og Strauss til et drama, hvis eneste tema er hævn. Klytaemnestra (Klytaimnestra) har sammen med Aegisth myrdet manden, Agamemnon, og hun er nu bange for, at denne gerning vil blive hævnet af hendes børn, Elektra, Chrysothemis og deres forviste bror Orest. Elektra, som er indbegrebet af lidenskabelig hævnlyst, forsøger at overtale sin sky søster til at dræbe Klytaemnestra og Aegisth. Før planen bliver gennemført, kommer Orest, der har været rapporteret som død, tilbage for at hævne sin fars død. Han dræber Klytaemnestra og Aegisth, hvorefter Elektra i en ekstatisk triumfdans falder død om foran sine rædselslagne hjælpere.

## Motiver og akkorder
Personerne i Elektra karakteriseres i musikken gennem motiver eller akkorder, herunder Elektras akkord. Agamemnon er tilknyttet dette triade motiv: 